# Triangulocypris laeva
Triangulocypris laeva is een mosselkreeftjessoort uit de familie van de Candonidae. De wetenschappelijke naam van de soort is voor het eerst geldig gepubliceerd in 1960 door Puri.